# William Dowell
Pour les articles homonymes, voir Dowell.

a Compétitions nationales et continentales officielles uniquement.

b Matchs officiels uniquement.
William Henry Dowell, né le 21 mai 1885 à Pontypool au pays de Galles et décédé le 9 novembre 1949 à Newport, est un joueur de rugby gallois, évoluant au poste de troisième ligne aile pour l'Équipe du pays de Galles de rugby à XV.

## Carrière
Il a disputé son premier test match le 12 janvier 1907, contre l'équipe d'Angleterre, et son dernier test match a lieu contre l'équipe d'Irlande le 14 mars 1908. William Dowell a disputé sept sélections avec le pays de Galles, dans cette période connue comme le premier « Âge d'or » du rugby gallois, remportant six victoires pour sept matchs disputés. William Dowell change de code pour le club de rugby à XIII de Warrington. Il dispute plus tard un match international avec l'Équipe du pays de Galles de rugby à XIII.

## Clubs
- Pontnewydd RFC
- Newport RFC
- Pontypool RFC
- Warrington RLFC (rugby à XIII)

## Palmarès
- triple couronne en 1908

## Statistiques en équipe nationale
- 7 sélections pour le pays de Galles entre 1907 et 1908.
- Sélections par année : 3 en 1907, 4 en 1908
- Participation à deux tournois britanniques en 1907, 1908
- Sélections par adversaire :
  -  Angleterre 1907, 1908
  -  France 1908
  -  Irlande 1907, 1908
  -  Écosse 1907, 1908